# Les Douze Abbés de Challant
Les Douze Abbés de Challant (titre original : I dodici abati di Challant) est un roman de l'écrivain italien Laura Mancinelli publié en 1981 et vainqueur la même année, du Prix Mondello.
L'histoire se déroule vers la fin du XIIIe siècle dans un château perché sur les montagnes de la Val d'Ayas.

## Résumé
Le jeune Duc Franchino de Mantoue hérite du fief du marquis de Challant, mais il doit se plier à une clause perfide du testament : l'héritier s'engage à vivre dans la chasteté. Afin de faire respecter cette promesse, douze abbés sont chargés de veiller sur la vertu et l'honneur du jeune duc. Ainsi les dénommés Malbrumo, Nevoso, Foscolo, Mistral, Umidio, Santoro, Prudenzio, Leonzio, Celorio, Ildebrando, Torchiato, Ipocondrio sont venus à cheval sur des mules depuis les couvents de la vallée et se sont installés au château avec serviteurs, ornements, missels et meubles.
Les douze abbés assument, mais disparaissent l'un après l'autre de mort mystérieuse, victimes de banals incidents.

## Personnages
- Le Duc Franchino di Mantova, protagoniste de l'histoire. Blond, mince, avec des yeux bleus. Jaloux de tous les invités du château qui courtisent Bianca di Challant.
- La Marquise Bianca di Challant, très belle Femme, aimée de tous dont principalement le duc, le philosophe, le troubadour et l'abbé Mistral.
- La Dame Maravì de la branche Angevine de la cour de Naples.

## Traduction en français
- Les Douze Abbés de Challant / trad. par Christine Reddet, éditeur Buchet/Chastel, 2006, 138 p.
- Les Douze Abbés de Challant / trad. par Christine Reddet, Nouv. éd. rev. Points, 2007, 160 p.
- Les Douze Abbés de Challant / trad. par Christine Reddet, éditeur Libretto, 2018, 192 p.  (ISBN 978-2-36914-465-6)